# Prostitution des mineurs en France
La prostitution des mineurs ou prostitution enfantine est souvent définie comme étant le fait d'utiliser des enfants ou des adolescents à des fins sexuelles en échange d'une compensation financière. 
En France, cette pratique est strictement interdite et sanctionnée par le Code pénal. Le proxénétisme des mineurs est exercé dans des lieux privés à l'abri des regards tels que des chambres d'hôtels, des appartements loués ou encore au domicile des clients. Les mineurs peuvent être également victimes d'actes de prostitution sur internet. La mise en relation des prostitués mineurs et des clients se déroule majoritairement sur les sites de rencontres et les différents réseaux sociaux.

## Définition
Il n'existe pas de définition légale de la prostitution des mineurs dans le Code pénal français. Lors de la Convention du Conseil de l'Europe sur la protection des enfants contre l'exploitation et les abus sexuels (aussi appelée Convention de Lanzarote), qui a eu lieu le 27 octobre 2007, le Conseil de l'Europe définit la prostitution des mineurs comme étant « l'utilisation d'un enfant aux fins d'activités sexuelles, en offrant ou en promettant de l'argent ou toute autre forme de rémunération, de paiement ou d'avantage, que cette rémunération, ce paiement, cette promesse ou cet avantage soit fait à l'enfant ou à un tiers ».
La prostitution des mineurs implique plusieurs acteurs : la victime, le client, et bien souvent un intermédiaire. Cet intermédiaire peut être un proxénète ou toute personne qui rend la prostitution du mineur possible ou qui en tire un quelconque avantage. De ce fait, la prostitution des mineurs englobe également le proxénétisme et l'exploitation sexuelle des enfants à des fins commerciales.

## Chiffres
En France, aucune étude globale n'a été réalisée pour comptabiliser le nombre de mineurs qui ont recours à la prostitution ou au proxénétisme. Néanmoins, les associations de la protection de l'enfance estiment qu'il y aurait entre 6 000 et 10 000 jeunes de moins de 18 ans concernés par la prostitution, venant de toutes les classes sociales confondues. La plupart sont des jeunes filles âgées entre 13 et 16 ans.
Les chiffres recensés par les services de police français s'élèvent entre 2 000 et 3 000 enfants prostitués. Ces chiffres sont inférieurs à ceux que font remonter les associations car ils sont essentiellement basés sur les enquêtes, les interpellations, etc..
Par ailleurs, tous les acteurs de la protection de l'enfance s'accordent à dire que la prostitution des mineurs est un phénomène qui a augmenté au cours de ces dernières années. En 2017, les services de police français ont recensé 99 affaires de prostitution de mineurs, qui ont eu recours à la prostitution de leur plein gré sans intermédiaire ou proxénète. Alors qu'en 2019, les services de police ont comptabilisé 122 affaires de ce type.
L'augmentation du taux de mineurs prostitués est également visible par le nombre de dossiers déposés et traités en France. En deux ans, ils ont été quatre fois plus nombreux. En ce qui concerne les affaires de proxénétisme sur mineurs, elles ont été multipliées par six, selon l'Office centrale pour la répression de la traire des êtres humains (OCRTEH).

## Lois

### Lois en vigueur
Contrairement à certains pays qui autorisent ou tolèrent la prostitution des adultes comme l'Allemagne ou les Pays-Bas, la France est un pays abolitionniste, qui n'autorise aucune forme de prostitution.
En ce qui concerne la prostitution infantile, la loi du 4 mars 2002 indique que « la prostitution des mineurs est interdite sur tout le territoire de la République » (article 13.I). La législation française considère que « tout mineur qui se livre à la prostitution, même occasionnellement, est réputé en danger et relève de la protection du juge des enfants au titre de la procédure d’assistance éducative » (article 13.II).
Dans le cadre d'une affaire de prostitution, le mineur est automatiquement considéré comme victime et le client comme coupable même si celui-ci est également mineur. De plus, les questions du consentement et de la majorité sexuelle ne sont pas mentionnées dans le Code pénal et ne peuvent pas justifier la prostitution de mineurs ou de relations entre adultes et enfants. La loi ne fait aucune distinction entre les mineurs qui travaillent pour leur propre compte et les mineurs qui sont exploités par un proxénète ou une autre personne car tout mineur doit être protégé jusqu'à ses 18 ans et la justice peut décider d'agir même si le mineur concerné ne demande pas d’aide.
Les personnes passibles de sanctions judiciaires sont les proxénètes et les clients, les mineurs prostitués ne sont pas sanctionnés par la justice.
Les peines encourues par les proxénètes dépendent de l'âge des victimes et peuvent aller jusqu’à : 10 ans d'emprisonnement et 1,5 million € d'amende, si le mineur a 16 ou 17 ans (article 225-7), 15 ans et 3 millions € d'amende si le mineur a moins de 15 ans (article 225-7-1), 20 ans et 3 millions € d'amende si les faits sont commis en bande organisée et la perpétuité et 4,5 millions € d'amende en cas d'actes de torture ou de barbarie.
Les délais de prescription en matière de proxénétisme sont de 10 ans à l'égard d'un mineur (Article 8 du Code de procédure pénale) et de 20 ans à l'égard d'un mineur de 15 ans ou moins (Article 7 du Code de procédure pénale). Dans le cas d’une personne de nationalité française, le proxénétisme à l'égard d'un mineur fait l'objet d'une poursuite judiciaire quelle que soit la nationalité de la victime. Même si les faits ont été commis à l'étranger et/ou dans un pays où les faits sont légaux, la justice française est en son droit d’engager des poursuites judiciaires à l’encontre de la personne qui a commis ces actes.
Pour les clients qui ont eu recours aux services sexuels d’un mineur prostitué, les peines prévues sont de 3 ans d'emprisonnement et de 45 000 € d'amende. Les clients risquent jusqu'à 5 ans d'emprisonnement et 75 000 € d'amende si l'infraction est commise de façon habituelle ou à l'égard de plusieurs mineurs, si le mineur a été mis en contact avec l'auteur des faits par internet et si les faits sont commis par une personne qui abuse de l'autorité que lui confèrent ses fonctions.
Dans le cas où le mineur est âgé de moins de 15 ans, les clients s'exposent à des peines pouvant aller jusqu’à 7 ans d'emprisonnement et 100 000 € d'amende. Des peines complémentaires peuvent être également être ajoutées comme l'interdiction des droits civiques, civils et de famille, d'interdiction de séjour et de contact avec des mineurs.

### Proposition de loi
Pour tenter de lutter contre le phénomène grandissant que représente la prostitution infantile, le député de La République en marche (LREM) de l'Ille-et-Vilaine, Mustapha Laabid a déposé une proposition de loi « visant à traiter de manière spécifique la prostitution des mineurs », celle-ci a été signée par une centaine de députés. 
Les buts principaux de la proposition de loi sont : l'adaptation de la législation aux spécificités et lutter contre un déni collectif. Cette proposition de loi vise à déployer de nouveaux champs d'action et de lutte contre la prostitution des mineurs. Dans un premier temps, inclure une définition de la prostitution dans le Code pénal, qui est aujourd'hui inexistante. La proposition de loi recommande de renforcer la traque des proxénètes sur les réseaux sociaux. 
La proposition de loi appelle également à revoir les sanctions encourues par les clients en considérant le viol des victimes dans les affaires de prostitution des mineurs. Les victimes mineures ne pouvant pas être considérées comme consentantes, il est important d'insister sur la vulnérabilité des victimes. Il en est de même pour les peines relatives à la traitre des humains, la proposition de loi demande une aggravation des peines encourues. De plus, les peines encourues par les clients qui ont recours à la prostitution infantile sont équivalentes aux peines encourues pour un délit de vol, la proposition de loi souhaite renforcer les peines encourues par les clients afin de punir plus sévèrement cet acte. Mais également d’inclure le recours à la prostitution des mineurs dans les cas d’obligation d’information des autorités judiciaires ou administratives.
La prévention et la sensibilisation des mineurs sont au cœur de la proposition de loi. Elle souhaite intensifier la prévention et la sensibilisation des mineurs à la prostitution afin qu'ils ne constituent pas les prochaines victimes de ce phénomène de plus en plus grandissant. Les parents sont eux-aussi concernés par cette proposition de loi car ils peuvent représentés de potentiels clients et proxénètes. Une prise en charge des mineurs comme des parents est importante pour que l'ensemble des acteurs prennent conscience de la gravité de leurs actes. La prévention contre la prostitution véhicule également les valeurs d'une éducation qui promeut l'égalité des genres et le respect du corps d’autrui ainsi que l'implication des parents. En luttant contre la prostitution des mineurs, cette proposition de loi lutte en même temps contre les stéréotypes de genre, contre les violences sexuelles et contre la dévalorisation du corps féminin dans les représentations culturelles et pornographiques. 

## Profils

### Les victimes
Alors que la prostitution des mineurs est souvent associée à un phénomène appartenant aux jeunes issus des quartiers défavorisés, elle touche pourtant des jeunes de toutes les catégories sociales. La plupart des mineurs qui se prostituent sont des filles généralement âgées de 13 à 16 ans. 
Le manque d'information concernant les profils des mineures qui se prostituent, ne permet pas de dresser un portrait de la prostituée mineure type, qui est susceptible de se prostituer ou tomber sous les griffes d'un proxénète. Néanmoins, plusieurs affaires de prostitution de mineures montrent que ce n'est pas uniquement le facteur économique qui attire ces jeunes filles dans ce milieu mais plutôt un facteur psychologique dû à un manque affectif ou un, voire des, traumatisme(s) sexuel(s).

## Modes de recrutement

### Bouche-à-oreille
La plupart du temps, les jeunes adolescentes qui pratiquent la prostitution sont recrutées par des proxénètes. L'intermédiaire se faisant bien souvent par le biais d'amies, qui appartiennent déjà elles-mêmes à un réseau de prostitution de mineurs. Ce recrutement s'effectue par l'entourage et le bouche-à-oreille. 
Sous l'emprise de leurs proxénètes, les jeunes filles attirent leurs amies à se livrer elles-aussi à la prostitution. Pour cela, elles tiennent des discours qui banalisent et vantent les mérites de ces pratiques. Les jeunes filles, qui sont chargées de recruter de nouvelles prostituées mineures, présentent souvent le milieu de la prostitution comme un monde luxueux ou comme une façon de recevoir une contrepartie à des services rendus ou encore la possibilité de rembourser une dette. 
Le mot prostitution ne fait pas partie des discours des recruteuses, puisque ces jeunes filles ne se considèrent pas elles-mêmes comme des prostituées mais plutôt comme des Escort-girls ou des « michetonneuses ». Les proxénètes jouent de cette ambiguïté pour attirer et recruter les jeunes filles. Les jeunes filles qui ont des carences affectives sont souvent plus sujettes à rejoindre un réseau de prostitution car elles ont le sentiment d’être importante pour celui-ci.

### Internet
Avec l'apparition des sites de rencontres, d'Escort et des réseaux sociaux, une augmentation notable du recrutement de nouvelles victimes sur internet est observable. De plus, la pornographie disponible en ligne donne aux adolescents et adolescentes une image faussée et parfois violente des relations sexuelles et représente pour certains jeunes un exemple à suivre. Les sites de rencontres et les réseaux comme Facebook, Snapchat, Tik tok, Instagram sont devenus des lieux de recrutements pour ces proxénètes des temps modernes et des lieux d’approche pour les clients du milieu prostitutionnel.
Les réseaux sociaux ont fait émerger de nouvelles stratégies de recrutement de la part des proxénètes comme celle des Loverboys. Certains repèrent les jeunes filles qui ont tendance à se confier sur les réseaux sociaux et ils déterminent quelles mineures sont vulnérables ou en manque de reconnaissance dans le but de rentrer en contact avec elles et de les attirer au sein d'un réseau prostitutionnel. Cette nouvelle forme de proxénétisme est difficile à démanteler pour les services de police car elle a lieu essentiellement en ligne.
Internet ne permet pas seulement aux proxénètes de rentrer en contact avec des jeunes filles mais également d'organiser le proxénétisme : réservation de chambres d'hôtels, publication d'annonces pour mettre en relation les mineures prostituées avec les clients, achats d'objets érotiques, etc.

#### Loverboys
La stratégie du Loverboy passe par la séduction des mineurs. En effet, le but du proxénète Loverboy est de simuler de l'amour pour sa victime afin que celle-ci finisse par être sous son emprise. Les moyens utilisés par les Loverboys pour rencontrer et séduire de nouvelles victimes sont les réseaux sociaux ainsi que les lieux fréquentés par les jeunes comme les cafés ou les abords des lycées.
Le Loverboy établit une relation de confiance et de dépendance avec sa victime. Une fois la relation amoureuse installée, il éloigne sa victime de son entourage et l'incite à avoir des relations sexuelles rémunérées avec des clients, souvent présentés comme des « amis » du proxénète. Pour arriver à ses fins, le proxénète Loverboy exerce une pression psychologique ou un chantage affectif sur sa victime ou encore la menace de diffuser des photos et des vidéos intimes la mettant en scène.

#### L'effet Zahia ou le «michetonnage»
Souvent appelé « l'effet Zahia » dans la presse, « le michetonnage » est majoritairement pratiqué par des adolescentes et consiste à entretenir des relations sexuelles avec des hommes dans le seul but d'obtenir des faveurs financières et matérielles. La particularité de cette forme de prostitution est que ce sont les jeunes filles qui vont elles-mêmes à la rencontre des hommes. « L'effet Zahia » fait référence à l'ancienne escort-girl Zahia Dehar, connue pour le scandale mêlant prostituées mineures et stars du football français. Les adolescentes s'identifient à de jeunes femmes parvenues à la célébrité en faisant usage de leur corps et s'imaginent qu'en intégrant le monde de la nuit, elles pourront rencontrer des hommes fortunés et sortir de leur catégorie sociale. La précarité de certaines mineures des quartiers défavorisés les amène à avoir recours à ce genre de pratiques dans le but d'évoluer socialement.
Pour arriver à leurs fins, les jeunes filles, dites « michetonneuses » font semblant d'entretenir une relation amoureuse avec l'homme concerné en lui promettant des relations sexuelles pour obtenir en échange des vêtements, des sacs, des téléphones ou des sorties, etc. Certaines adolescentes arrivent à disparaître avant d'entretenir des rapports sexuels avec ces hommes, d'autres sont forcées de les réaliser. Les hommes, appelés par ces jeunes filles « pigeon » ou « micheton » sont généralement plus âgés qu'elles voire majeurs. Pourtant, les adolescentes ont l'impression d'occuper la place dominante dans cette relation même si elles se retrouvent très souvent dans un engrenage, contraintes et violentées. La relation entre les deux protagonistes est inscrite dans un rapport de dominations multiples : la domination masculine, la domination liée à la différence d’âge, la différence sociale et la différence ethnique (dans le cas où la jeune fille est étrangère).

## Prévention et protection
En France, plusieurs associations œuvrent pour la protection et la lutte contre l'exploitation sexuelle des enfants. Afin de lutter contre ce phénomène, les associations mettent à disposition des mineurs des numéros d'urgence, des guides d'informations ainsi que des groupes de paroles. Ces dispositifs sont destinés aux jeunes comme à leurs parents afin de sensibiliser, d'informer et d'orienter les victimes. Des associations aident également les mineurs dans leurs démarches judiciaires en se portant partie civile lors des procès. 